# 마누엘 벨라스케스
마누엘 벨라스케스 비야베르데(스페인어: Manuel Velázquez Villaverde; 1943년 1월 24일, 마드리드 주 마드리드 ~ 2016년 1월 15일, 안달루시아 주 푸엔히롤라)는 스페인의 전 축구 선수로, 현역 시절 중앙 미드필더로 활약하였다.

## 클럽 경력
마드리드 출신인 벨라스케스는 라 리가 경기에 12년 출전했는데, 모두 레알 마드리드 선수로서 기록하였다. 성인 무대로 올라온 후 3시즌을 라요 바예카노와 데포르티보 말라가로 임대되어서 보낸 벨라스케스는 후자의 구단이 1964–65 시즌에 승격을 이룩하도록 도왔고, 이후 마드리드에서 402번의 공식 경기에 출전해 59번 골망을 흔들고 6번의 리그, 3번의 컵대회, 그리고 1965–66 시즌의 유러피언컵 우승을 거두었는데, 그는 파르티잔과의 후자 대회 결승전에 출전했다.
1967–68 시즌, 벨라스케스는 자신의 시즌 최다인 10골을 28경기에서 기록했는데, 그는 안방에서 9-1 대승을 거둔 레알 소시에다드와의 경기에서 해트트릭을 기록하기도 했으며, 같은 해에 자신의 2번째 리그 우승을 거두었다. 그는 35세에 북미 사커 리그의 토론토 메트로스-크로아티아에서 6개월 활약하고 현역에서 은퇴하였다.

## 국가대표팀 경력
벨라스케스는 스페인 국가대표팀 일원으로 8년을 활약하면서 10번의 국가대표팀 경기에 출전하였다. 그의 첫 국가대표팀 경기는 1967년 2월 1일, 터키와의 UEFA 유로 1968 예선전 원정 경기로, 득점 없는 무승부로 끝났다.

## 최후
벨라스케스는 2016년 1월 15일, 안달루시아 주 푸엔히롤라에서 영면에 들었다. 당시 그는 72세였다.